# Референдум о туризме на Питкэрне (2001)
Референдум о туризме на Питкэрне — всеобщее голосование по вопросу о развитии туризма на островах Питкэрна. Состоялось в марте 2001 года в посёлке Адамстаун на островах Питкэрн, заморской территории Великобритании в Тихом океане.

## Предыстория
Острова Питкэрн расположены в южной части Тихого океана, примерно на полпути между Перу и Новой Зеландии, одно из самых удалённых мест проживания человека на Земле. Ближайший к Адамстауну более крупный населённый пункт — деревня Рикитеа, административный центр островов Гамбье (Французская Полинезия), находится в 540 км к западу. На остров можно попасть лишь на кораблях. Судно не может пристать вплотную к острову, грузы и пассажиров с него перевозят на остров на баркасах. Поэтому возник вопрос о строительстве взлетной полосы на территории острова. В 1981 году в посёлке Адамстаун состоялся Референдум о строительстве аэродрома на Питкэрне. На нём 90 % населения острова проголосовало за строительство аэродрома. Совет острова поддержал строительство взлетной полосы. Однако строительство оказалось слишком дорогостоящим для британских властей. Поэтому, вопрос о строительстве был отложен.

## История
Новозеландская строительная компания Wellesley Pacific предложила жителям Питкэрна построить островах два аэропорта и отель на 30 номеров. Один международный аэропорт на острове Оэно с регулярными рейсами на Таити и Новую Зеландию. Второй аэропорт на острове Питкэрн с двумя вышками. Также предполагалось провести работы в заливе Баунти, для того чтобы улучшить возможности порта. Также планировалось построить перерабатывающий завод для развития рыбной промышленности. В обмен на это компания потребовала исключительные права на разработку ресурсов островов. 10 % от прибыли компании предполагалось отдавать жителям острова. В ответ на это защитники окружающей среды выразили обеспокоенность по поводу потенциального воздействия на уникальную растительную и животную жизнь островов. Поэтому, решение о развитии туризма было вынесено на референдум.